# 印尼神話

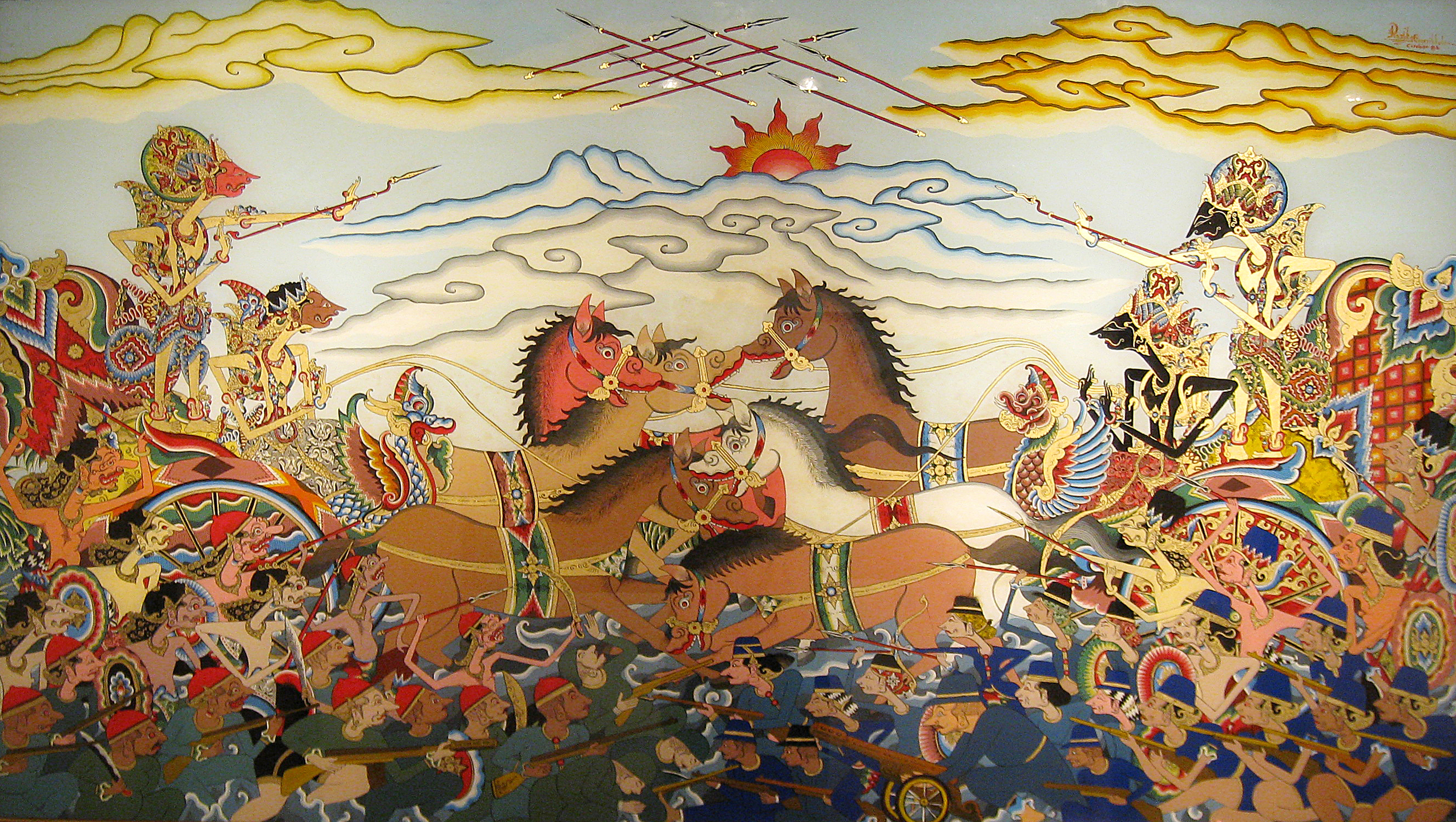
依據印度教古籍《摩訶婆羅多》而撰寫的印尼神話 -《爪哇四行詩印度之戰》，其中情節以哇揚皮影偶戲形式呈現的玻璃畫。

印尼神話（英語：Mythology of Indonesia）為數甚多，原因是印尼原住民的族群有數百種，而每個族群都有自己的神話和傳說，用來解釋族群的起源、描述祖先以及信仰體系中的邪靈或是神祈的故事。也發生透過把較舊的傳統與較新的外來思想交織，而發生融合的情況。例如，較古老祖傳神話與外來的神話（如印度教、伊斯蘭教或基督教聖經所帶來者）的融合。

## 外來影響
有些直至最近幾世紀才與外部世界接觸的印尼原住民，本來就擁有自己古老的神話和神祇，這些本土神話相對較少受到外來的影響，例如托拉查人、尼亞斯人、巴塔克人、達雅族和巴布亞人。相對的，早在公元1世紀，爪哇族、巴厘島人以及某種程度上的巽他族就已受到印度教神話的影響。印度教神祇、傳說和史詩（如羅摩衍那和摩訶婆羅多）就受到大量採用，並由於歷經多年，已變成獨特的印尼當地形式。
許多印度教-佛教中的神話人物都出現在爪哇島和巴厘島神話中，例如印度教中的諸提婆（較小或特定的神祇）、阿修羅、飛天女神（在爪哇語中稱為hapsari或是bidadari）和緊那羅等。而本土代表大自然之神，如 塞馬爾（爪哇守護神）、戴維·絲莉（稻米女神）和南海女神，或被認定為印度教的對應神祇（例如戴維·絲莉被認為是毘濕奴的妻子吉祥天女），那些未在印度教存在者，也被納入爪哇-巴厘島印度教萬神殿中（塞馬爾和他三名收養兒Punakawan被納入敘述摩訶婆羅多史詩故事的哇揚皮影偶戲中，是群保護爪哇島的小丑僕人）。印尼語文中有幾個名稱指的就是神的意思，例如dewa (提婆)、dewi (提毗)、dewata (德瓦塔)，在當地傳統中，男神通常稱為Batara，女神通常稱為Batari。這些名字與菲律賓原住民神話中的巴塔拉（Bathala）和迪瓦塔（Diwata）有類似的含義。
伊斯蘭教傳入印尼群島之後，伊斯蘭神話，尤其是與魔鬼、邪靈、鎮尼和天使等與精靈有關的神話開始融入印尼神話之中。在蘇門答臘島，馬來族、亞齊和米南加保人的神話幾乎完全被伊斯蘭神話所取代。然而當地對森林守護者、水鬼或鬧鬼之處等的信仰依然存在，通常會將其與鎮尼或是逝者受難的靈魂做關聯。

## 創世神話
創世神話是大部分宗教或傳統中，對人類起源、生命起源或宇宙和世界，加上土地誕生的觀念，用以解釋其祖先從何而來。大多數印尼原住民族群，尤其是那些未受其他傳統影響到的，都有創世神話以解釋宇宙、神和神靈，以及他們祖先的起源。
古代爪哇族和巴厘島人都相信一種看不見，稱為香（ Hyang）的精神實體。這種精神代表神聖，或是代表祖先。在古巽他族信仰（Sunda Wiwitan）、喀嘉文（Kejawen）和巴厘島印度教中均有對這種精神實體表達崇敬的做法。
根據蘇拉威西島上一些族群神話，地球由巨大的鹿豚背著。當鹿豚身上發癢，而把背部摩擦一棵巨大的棕櫚樹幹時，就發生地震。這個神話在印度教神話中有對應的說法，毘濕奴的第三個化身 - 筏羅訶是頭巨大的野豬，把整個世界背在身上。

### 達雅族
達雅族原住民的卡哈林干信仰是泛靈論中的一種。達雅族於世界初始的宇宙戰爭後的中土世界中，由一對雄性和雌性蛇形龍鳥所生出。這對原始夫婦是達雅族藝術中最普遍表達的主題中的一種。神話中所描述的衝突以相互的、衍生後代的謀殺告終。死者身體的各個部分，一步一步形成現在的宇宙。原始宇宙的犧牲性創造，最終重新和諧，體現在一年的季節交替、河流（上游和下游）和土地的相互依存、耕種土地和降下雨水、男性和女性結合、社會階層的區別和合作、戰爭和與外國人的貿易，發生在人們生活的各方面，甚至也包括紋身，住宅處的佈局和年度更新儀式以及喪葬禮儀等。這種信仰方式因族內不同群體也有差異，但巫師的作用最為重要，這類人是達雅族信仰的核心，他們可透過進入恍惚的狀態而轉移到不同的境界，把天堂（上層世界）和地球，甚至是冥界等領域結合在一起，例如通過召喚正前往天堂死者之地途中的靈魂來治愈病人，陪伴和保護前往上界途中的死者靈魂，主持一年一度的農業祭典等。當尊貴人士（kamang）過世時，喪葬儀式最為繁複。在特定的宗教活動時，族人相信祖先的靈魂會降臨參加，進行這種活動是為尊崇以及榮耀先人，以及祝禱族人有繁榮的未來。

### 巴塔克人
巴塔克人有許多創世神話的版本。歐洲學者從19世紀中葉開始，用他們本國語言（主要是荷蘭語）記錄下大量的巴塔克人故事。
當世界的時間剛開始時，只有天空，下面是片大海。天上住著眾神，海裡的冥界住有一條名為Naga Padoha的巨龍 。當時地球還沒出現，人類也不存在。創世之初存有一位名為Mula Jadi Na Bolon的天神，但並未有這位天神由何而來的說法。天神之名可粗略翻譯為“原始乍現”。萬物起源均可追溯到這位天神。天神穆拉·賈迪（Mula Jadi ）住在上層世界，上層世界又分為七層。他的三個兒子，長子巴塔拉上師、三子Mangala Bulan和二子Soripada是由穆拉·賈迪與母雞交媾所產下的蛋中孵出。在創世時，有兩隻燕子充當穆拉·賈迪的信使和助手。在不同的神話版本中，燕子的功能並不相同。穆拉·賈迪生了三個女兒，然後將她們許配給三個兒子作為妻子。人類是這三對夫妻的後人。除穆拉·賈迪的三個兒子之外，另有一位名為阿希亞希（Asiasi）的神祇，只是其地位與功能不明。有某些證據顯示阿希亞希或許是為達成三位神祇一體而創造出。
冥界（即原始大海）的統治者，是名為那伽·帕多哈（Naga Padoha）的蛇龍，在原始乍現之前即已存在，它似乎是穆拉·賈迪的對手。那伽·帕多哈既是冥界的統治者，在地球的創造中也有重要的功能。
前述六位神祈（天神穆拉·賈迪及其三子，再加上阿希亞希和那伽·帕多哈）在巴塔克人的祭祀儀式裏面都居次要角色，信徒不會奉獻祭品，也沒為它們建立祭祀場所。他們只在祈禱時受到召喚，前來協助。
地球和人類的起源主要與巴塔拉上師的女兒希莉克·帕魯珈（Sideak Parujar）相關，她是地球的真正創造者。她原來被安排與形如蜥蜴的Mangala Bulan（天神穆拉·賈迪的第三兒子）之子聯姻， 但逃離，並利用一條紡線從天空降到中間世界，當時此處仍是一片荒蕪的水世界。希莉克·帕魯珈拒絕回到天界，但在水世界中感覺苦悶。穆拉·賈迪疼惜孫女，因此送給她一把泥土，讓她有地方居住。莉克·帕魯珈受命拓展這片土地，大地此後變得又寬又大。但這位女神卻無法休養生息太久。大地擴展太快，終於壓迫到藏於水中巨龍的頭上。它受到重壓而呻吟，嘗試通過滾動來擺脫。大地受到大水淹沒，幾乎遭到毀滅。精明的希莉克·帕魯珈得到穆拉·賈迪之助，終於戰勝巨龍。她將一柄利劍刺入那伽·帕多哈的身體，只留劍柄在其體外，然後將巨龍囚禁在鐵塊中。每當它在束縛中扭動時，就會發生地震。
在那位形如蜥蜴的Mangala Bulan之子（眾神為她安排的丈夫）取了另一名字和換為另一形狀後，希莉克·帕魯珈終於和他完婚，而生下一男一女的雙胞胎。當小孩長大後，希莉克·帕魯珈和其丈夫回到上層世界，把小孩留在地球上。人類是他們兩人結合後的子孫。
這對夫婦在多巴湖西岸一座名為Pusuk Buhit的火山定居，並建立Si Anjur Mulamula村。 巴塔克人神話中的祖先，Si Raja Batak是這對夫婦的孫子。

### 托拉查人
拖拉查人的原住民信仰屬於多神的泛靈論，稱為aluk（“道路”之義，有時則譯為“法律”）。在這個族群神話中，他們的祖先透過階梯從天而降，之後的族人仍透過這條階梯作為與稱為Puang Matua創造神交流的媒介。根據aluk信仰，宇宙分為上界（天堂）、人界（土地）和冥界。起初是天和地結合，然後有了黑暗，透過分離，最後出現光明。動物生活在一個由柱子圍成的矩形空間（冥界）內，大地歸於人類，透過馬鞍形的屋頂覆蓋，天界在上。托拉查人的神祇有Pong Banggai di Rante（地球之神）、Indo' Ongon-Ongon（會引發地震的女神）、Pong Lalondong（死亡之神）和Indo' Belo Tumbang（醫藥女神）以及其他的神祇。

### 阿斯馬特族
在印尼南巴布亞省阿斯馬特縣的Fumeripit區的神話中包含有居住在海岸地區阿斯馬特族的起源。神話中說Fumeripit是阿斯馬特土地上的第一個人。 他的獨木舟沉入海中，遺體擱淺在當地海岸，而被一隻神奇之鳥救活。由於Fumeripit感到孤獨，開始雕刻許多木人，他再創造蒂法鼓用來演奏，而讓這些木人神奇地變為活人，成為阿斯馬特人的祖先。

### 巽他族
根據巽他族的原住民信仰（Sunda Wiwitan），一位名叫Sang Hyang Kersa（香 （Hyang））的至高無上之神創造出宇宙，以及其他神祇，如地母神（巽他族） 和巴塔拉上師（Batara Guru，在皈依印度教後被認為就是濕婆）。巽他族中許多神祇都由印度教承襲而來，例如因陀羅和毘濕奴。 Batara Guru作為眾神之最而統治kahyangan（參見古巽他族信仰中Alam kahyangan，或稱svarga的境界），而崇高的香仍然無法被人看見。根據巽他族的傳說，當hyangs（眾神）快樂和微笑時，就神奇的創造出普良安高地。為填滿這片土地，香也創造出動物和惡魔，而蘇蘭賈納的故事中關於稻米女神戴維·絲莉的神話，則解釋地球上稻米和植物的起源。香還在Sasaka Pusaka Buana（地球上的聖地）創造7位batara（小神）。這些batara中最古老的一位稱為Batara Cikal，被認為是巴堆族（巽他族中的一支）的祖先。其他6位batara統治著巽他族地區不同的地點。
巽他族民俗傳說也解釋某些事物和地方的起源。巽他族傳說Sangkuriang包含有對史前萬隆古湖的敘述，以及說明覆舟火山的起源。 而史詩故事Ciung Wanara則把巽他族和爪哇族之間的關係解釋為兩個兄弟間競爭的故事。

### 爪哇族
爪哇神話《Tantu Pagelaran》描述爪哇島的起源。巴塔拉上師（濕婆）命令梵天和毘濕奴讓人類到爪哇島居住。然而當時爪哇島在海上自由漂移。為讓該島保持靜止，眾神決定透過搬動南瞻部洲（古印度文獻中常用於描述大印度地區的名稱）須彌山的一部分，附加在爪哇島上，將其固定在地球上。毘濕奴化作巨龜，背負須彌山，梵天神化作那伽（印度神話中的蛇神），將身體包覆住山體和巨龜的背，讓須彌山得以安全運達。從西向東移動，一路散落在爪哇的山體成為當地的火山和山區。須彌山主體停留在爪哇東部。後來眾神砍掉一小尖峰，形成潘拿古南火山（Mount Pawitra），須彌山的主要部分成為塞梅魯火山 - 濕婆的居所。
阿吉·薩卡講述的是傳說中名為阿吉·薩卡的爪哇首位國王把文明帶到爪哇的故事，以及爪哇字母的起源。在眾神創造並固定爪哇島後不久，人類即可在當地居住。然而，首先統治該島的種族是壓制所有生物並會食人的denawa（巨型惡魔）。爪哇島上的首個王國是萬丹·庫姆蘭王國，國王名為巨人國王德瓦塔·岑卡（Dewata Cengkar），他很殘酷，會吃自己人民的肉。
有一天，一位名阿吉·薩卡的年輕智者來與德瓦塔·岑卡戰鬥。阿吉·薩卡來自Bumi Majeti。有些消息來源認他是來自南瞻部洲的斯基泰人，因此名字中會有薩卡兩字。阿吉·薩卡有一天告訴他的兩個僕人多拉（Dora）和森博多（Sembodo）說他要去爪哇。他告訴他們，當他不在家的時候，他們倆都要保護他名為Pusoko的傳家寶。阿吉·薩卡到達爪哇後，進入內陸，抵達萬丹·庫姆蘭王國。經過一場戰鬥，阿吉·薩卡將德瓦塔·岑卡推入南海。德瓦塔·岑卡並未死亡，而是變成Bajul Putih（巴珠·普提，一條白色鱷魚）。阿吉·薩卡因此成為萬丹·庫姆蘭王國的新統治者。
與此同時，達達潘（Dadapan）村的一名婦女發現一枚雞蛋。她把雞蛋放在她的Lumbung (稻米倉庫) 裡。過一段時間，雞蛋消失，而出現一條蛇。村民們想將蛇殺死，但蛇說：“我是阿吉·薩卡之子，請帶我去見他”。阿吉·薩卡告訴這條蛇，如果他能將位於南海的巴珠·普提（Bajul Putih）殺死，他就承認蛇為其兒子。經過一場漫長而激烈的戰鬥，這條蛇終於把巴珠·普提殺死。
阿吉·薩卡依照承諾，承認這條蛇為其子，並為它取名為迦卡·玲瓏（Jaka Linglung，笨男孩之義）。但迦卡·玲瓏在宮中貪婪的吞下見到的寵物。阿吉·薩卡因此將迦卡·玲瓏驅逐到佩桑加（Pesanga）叢林中。它遭到緊緊捆綁，連頭都無法移動。只能吃送進嘴裡的東西。
有一天，村裡有九個村男孩集體進入叢林裡玩耍，而突然下起大雨，他們找到一個山洞避雨。除一個患皮膚病的留在洞口外，其餘八名男孩走進洞內，頓時山洞崩塌，八名少年失去踪影。只剩留在洞外的那位沒事。此洞穴實際上就是是迦卡·玲瓏的嘴巴。
阿吉·薩卡統治萬丹·庫姆蘭王國後，派使者通知他的忠僕將pusoko送到爪哇。朵拉找到森博多，通知他有此事。森博多清楚記得阿吉·薩卡的交代，除阿吉·薩卡本人之外，任何人都不能取走pusoko。朵拉和森博多兩人互不信任，懷疑對方企圖偷走pusoko，而發生戰鬥至死。阿吉·薩卡好奇為何取個傳家之寶需要這麼久的時間，自己回家後卻發現兩個忠僕的屍體，以及造成死亡的巨大誤會。 阿吉·薩卡為他們創作一首詩，後來成為印尼hanacaraka文字系統中爪哇字母的起源。爪哇字母所組成的全字母句可構成一首完美的詩，將之逐行翻譯如下：
Hana caraka （有）兩個信使 

data sawala (他們）間懷有敵意（彼此之間） 

padha jayanya（他們）同樣強大（在戰鬥中） 

maga bathanga 而造成戰鬥後的屍體

### 米南加保人
米南加保人文化深受伊斯蘭教的影響，因而其中充斥伊斯蘭神話。然而米南加保人對部落名稱由來有自己的傳說。 Minangkabau這個名字被認為是minang（當地文字的“勝利”）和kabau（當地文字的“水牛”）的組合字。米南加保王族的血緣可追溯到一位有智慧的女性族長Bundo Kanduang身上。

### 馬來族
馬來族也深受伊斯蘭文化的影響。結果是伊斯蘭神話塑造成馬來族的神話。《馬來紀年》（Sulalatus Salatin）描述一些伊斯蘭神話，並經常提到伊斯蘭教和中東的參考資料。根據馬來民間傳說，馬來族國王的祖先是桑·薩普爾巴，他是伊斯干達·祖爾卡南（Iskandar Dzulkarnain）的半神後裔，伊斯干達·祖爾卡南是位中東傳奇人物，通常與亞歷山大大帝有關聯。據說桑·薩普巴由天而降在巨港的舍公堂丘，成為該地區馬來族王族的祖先。

## 神祇
印尼牽涉到神、女神、神秘或傳奇生物的神話故事
- 阿胡，是種會飛的神秘生物。
- 安塔博加（英语：Antaboga），在伊斯蘭教傳入印尼前爪哇神話中的世界巨蛇。
- 巴龍，巴厘島神話中的豹類動物。
- 巴塔拉上師
- 巴塔拉·卡拉（英语：Batara Kala），爪哇族和巴厘島人神話中的冥界之神。
- 巴塔拉·桑布（英语：Batara Sambu），在爪哇神話中的一位神祇和教師之神。
- 欽達庫，或稱為人虎，是一種神話生物，被描述為人類的化身，可變成半隻老虎，可以像人一樣站起來，也可說是印尼版的狼人。
- 戴維·蘭札（英语：Dewi Lanjar），印尼海洋女神
- 戴維·絲莉（英语：Dewi Sri），稻米女神
- 野部·果裹（英语：Ebu Gogo），出現在弗洛勒斯島民間傳說中的一群類人生物。
- 海奴韋萊，摩鹿加群島流傳有關神之少女的神話，當地有類似但不同的數種版本。
- 胡杜克，達雅族在播種與收成時期，用於祈禱豐收的舞蹈儀式。
- 香
- 迦樓羅，印度教神話中的一種巨鳥，是主神毗濕奴的坐騎。
- 庫達·先彼拉尼，爪哇神話中描述一種能飛且非常勇敢的有翼馬。
- 連布斯瓦納，在東加里曼丹省古泰地區神話中的生物。
- 婆蘇吉，印度神話中的龍神。
- 歐讓巴提，傳說出沒於斯蘭島的神秘生物。
- 矮人，據說為居住在蘇門答臘島和婆羅洲偏遠山區森林中的生物。
- 龐立馬·布鑾，被認為是加里曼丹達雅族部落的保護者和統一者。
- 拉圖·阿迪爾（英语：Ratu Adil），爪哇族傳統中的彌賽亞形象。
- 薩特里奧·皮寧吉特（英语：Satrio Piningit），爪哇神話中爪哇世界末日的主角。
- 西里維·娜紮拉特（英语：Silewe Nazarate），尼亞斯島傳說中的月亮女神。
- 哇拉克·恩恩多（英语：Warak ngendog），傳說的中的生物，類似於背負著卵的犀牛。據信這種生物代表三寶瓏的三個族群：爪哇族，印尼華人和阿拉伯裔印尼人。

## 印尼神祇相片集

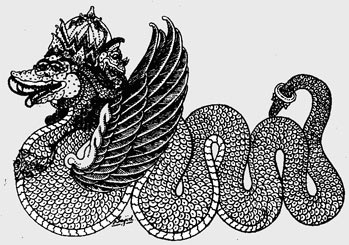
安塔博加繪圖
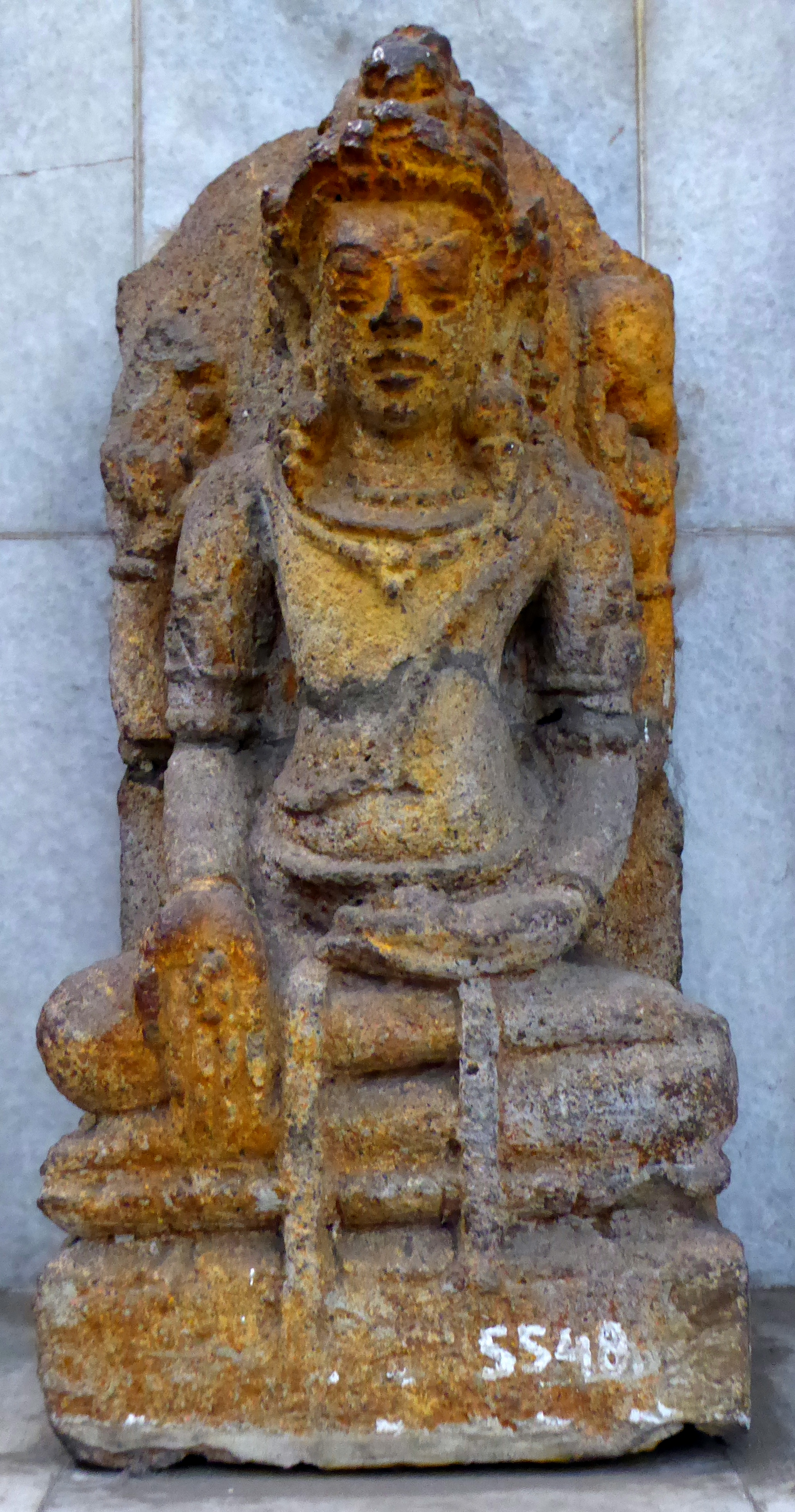
在中爪哇省挖掘出的8/9世紀巴塔拉上師（濕婆）雕像
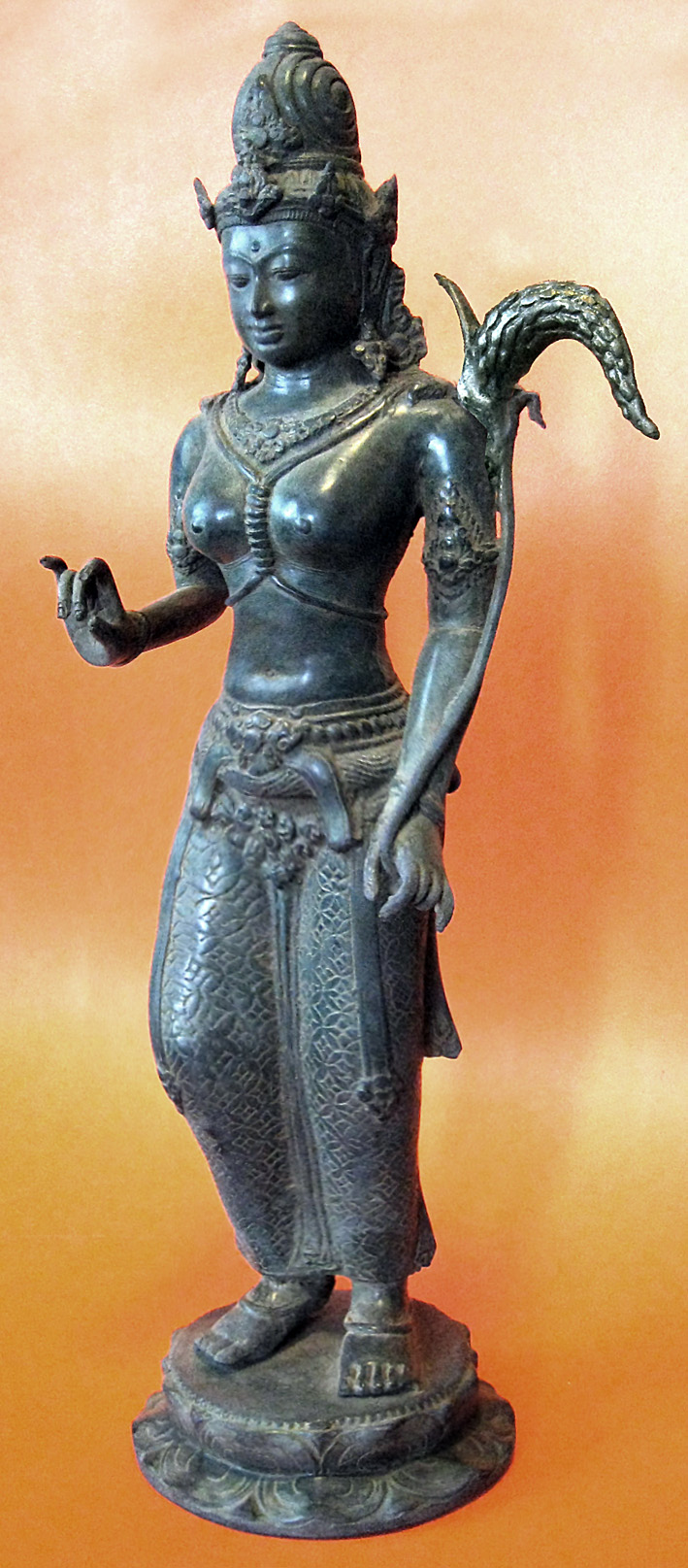
戴維·絲莉
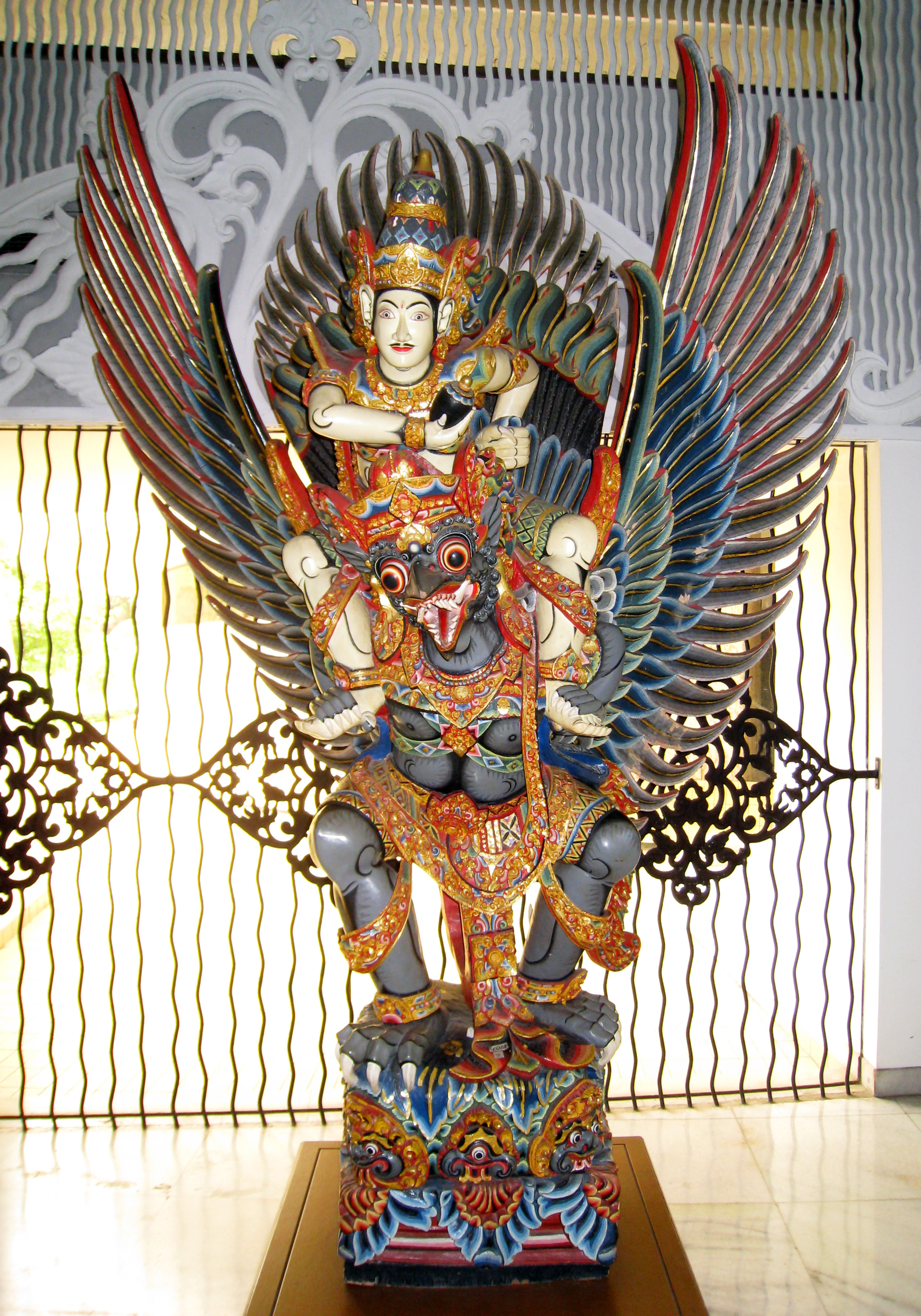
收藏在巴厘島騎迦楼罗的毗湿奴木雕像
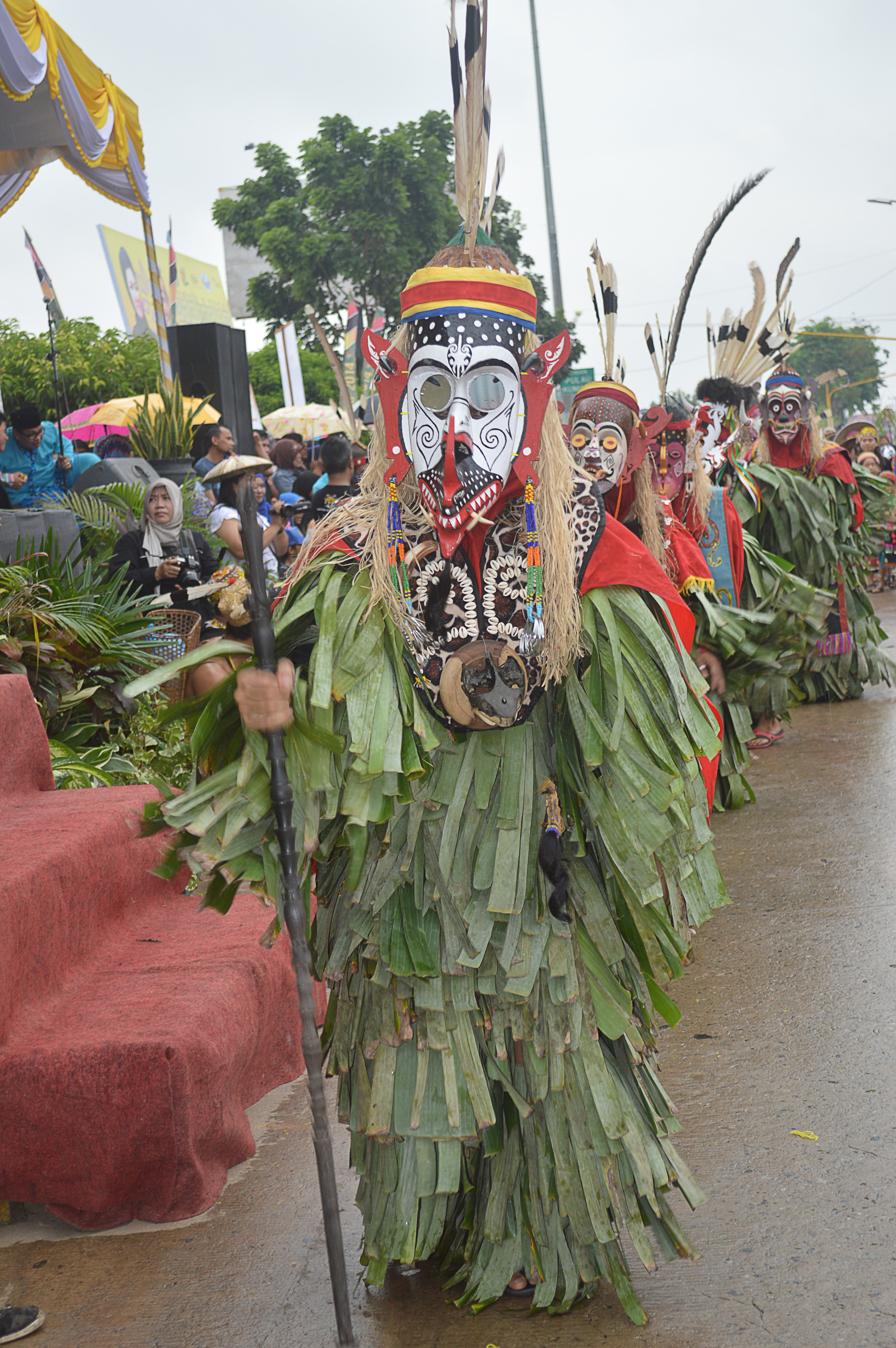
胡杜克舞者
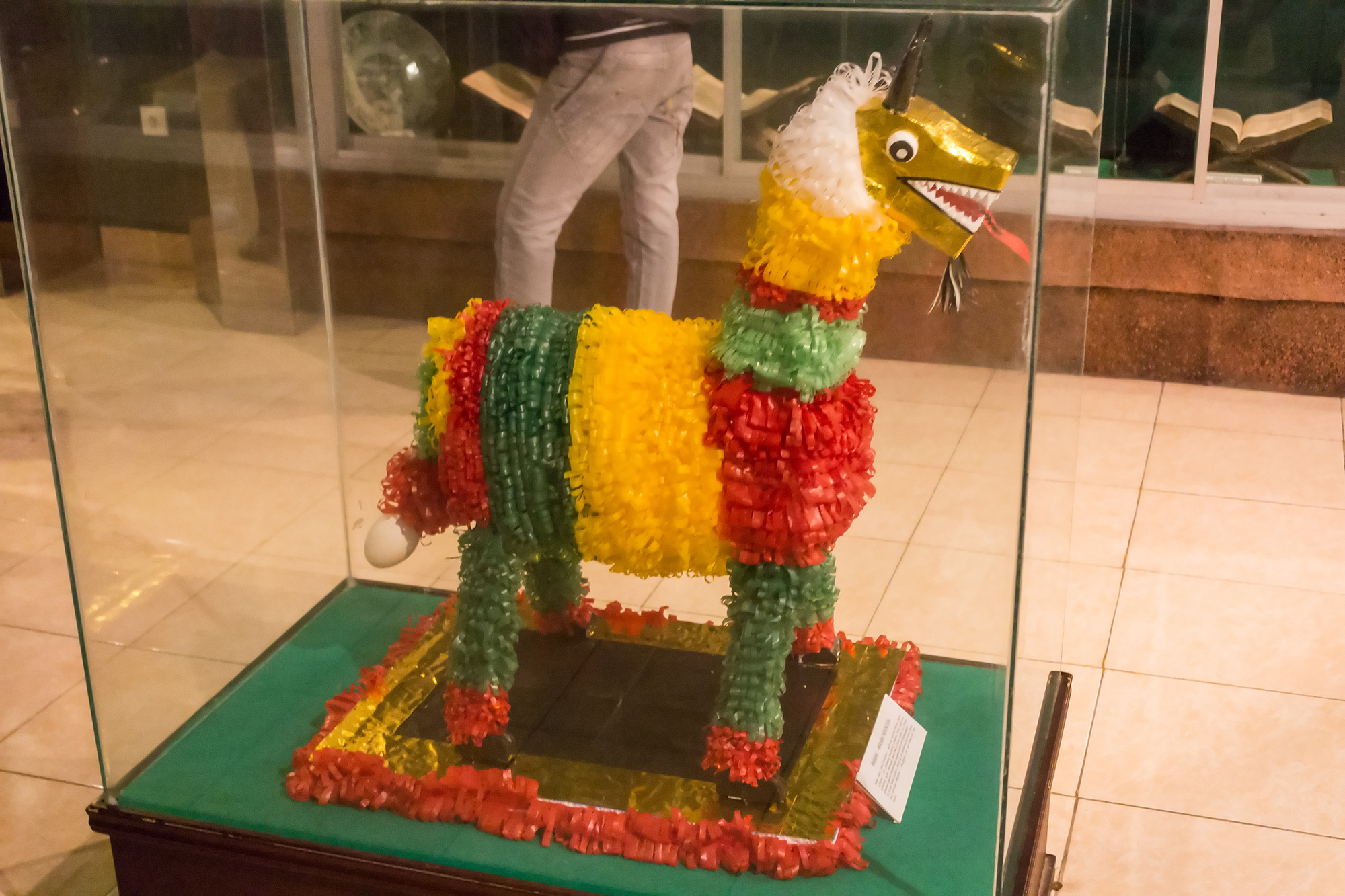
中爪哇省清真大寺（英语：Great Mosque of Central Java）收藏的哇拉克·恩恩多

## 外部連結
- Tulisan dari ‘Maluku’ Kategori （页面存档备份，存于）
- Folk Orientation in Halmahera （页面存档备份，存于）

- （页面存档备份，存于）